# Stary cmentarz żydowski w Nysie
Stary cmentarz żydowski w Nysie – nieistniejący kirkut społeczności żydowskiej niegdyś zamieszkującej Nysę.

## Historia
Cmentarz został założony około 1350, jednak pierwsza archiwalna wzmianka o nim pochodzi z 10 maja 1423. Znajdował się na terenie Starego Miasta, naprzeciwko domu Johannesa Heidera de Nissa. W roku 1485 nazwa została zmieniona na „Ogród Żydowski” (hortus judaeorum).
Dokumenty z roku 1488 potwierdzają, że Gmina Żydowska została zwolniona z płacenia podatku za cmentarz, co może świadczyć o tym, że został on zlikwidowany.
Jedyną pozostałością po cmentarzu była macewa odnaleziona w fundamentach klasztoru św. Barbary w 1856. Należała do Arona, zmarłego 13 listopada 1350. W 1889 historyk Markus Brann opublikował jej transkrypcję, tłumaczenie i opis. Macewa nie zachowała się do czasów współczesnych. Polskojęzyczne tłumaczenie epitafium zostało opublikowane przez Marcina Wodzińskiego: „Biada i nieszczęście bardzo wielkie dla mnie, bo odszedł do wieczności Aron, mój syn, który trudził się w Prawie dniami i nocami; w noc sobotnią paraszy: I wyszedł dwunastego kislew”.
Nowy cmentarz został założony w 1815 przy ul. Kaczkowskiego.